# Pender (Nebraska)
Pender è un comune degli Stati Uniti d'America, situato nello Stato del Nebraska, nella contea di Thurston, della quale è il capoluogo.